# Kévin Danois
Kévin Danois, né le 28 juin 2004 à Basse-Terre, est un footballeur qui évolue au poste de milieu de terrain à l’AJ Auxerre. 
Sa passion pour le football a émergé dès son plus jeune âge, alors qu'il grandissait en Guadeloupe et il rejoint l'AJ Auxerre en 2021 avec qui il fait ses débuts professionnels et est champion de Ligue 2.

## Carrière en club
Kévin Danois rejoint le Pôle espoir de Guadeloupe en 2017 en préformation alors qu'il évoluait parallèlement avec la Gauloise de Basse-Terre. 
En 2019, à l’âge de 15 ans, il rejoint le centre de formation de l'AJ Auxerre, où il bénéficie d’un encadrement lui permettant de développer ses compétences techniques et tactiques. 
Passé professionnel en 2021, le milieu de terrain a disputé son premier match professionnel le 22 janvier 2023 face aux Chamois Niortais en Coupe de France,, puis a découvert la Ligue 1 en avril 2023 contre l’AC Ajaccio mais le club est relégué en fin de saison. 
Lors de la saison 2023-2024, il remporte le titre de champion de France de Ligue 2 avec l'AJ Auxerre et est accueilli en héro dans sa commune natale. En 2024 il prolonge son contrat avec son club formateur jusqu'en 2028.

## Carrière internationale[9]
Kevin Danois est un jeune international français, ayant reçu sa première convocation avec les moins de 16 ans en septembre 2019. Il a marqué son premier but avec la sélection en février 2020, en inscrivant un doublé lors d'une victoire amicale 5-0 contre le Paraguay.
En août 2021, il a été sélectionné pour le Tournoi de Limoges avec les moins de 18 ans, aux côtés de Mohamed-Ali Cho, Lesley Ugochukwu et El Chadaille Bitshiabu,.
Il a ensuite été sélectionné avec les U18 lors d'une série de matchs amicaux contre l'Algérie, marquant son premier but dans cette catégorie d'âge lors du deuxième match, une victoire 6-0, avant de trouver à nouveau le chemin des filets lors du match amical suivant contre l'Italie, une victoire 3-0.

## Statistiques
| Saison                | Club                  | Championnat           | Championnat | Championnat | Coupe(s) nationale(s) | Coupe(s) nationale(s) | Total | Total |
| Saison                | Club                  | Division              | M.          | B.          | M.                    | B.                    | M.    | B.    |
| 2021-2022             | AJ Auxerre rés.       | National 2            | 20          | 1           | -                     | -                     | 20    | 1     |
| 2022-2023             | AJ Auxerre rés.       | National 2            | 14          | 2           | -                     | -                     | 14    | 2     |
| 2023-2024             | AJ Auxerre rés.       | National 2            | 11          | 1           | -                     | -                     | 11    | 1     |
| Sous-total            | Sous-total            | Sous-total            | 45          | 4           | -                     | -                     | 45    | 4     |
| 2022-2023             | AJ Auxerre            | Ligue 1               | 1           | 0           | 1                     | 0                     | 2     | 0     |
| 2023-2024             | AJ Auxerre            | Ligue 2               | 9           | 1           | 2                     | 1                     | 11    | 2     |
| 2024-2025             | AJ Auxerre            | Ligue 1               | 22          | 0           | 1                     | 0                     | 23    | 0     |
| Sous-total            | Sous-total            | Sous-total            | 32          | 1           | 4                     | 1                     | 36    | 2     |
| Total sur la carrière | Total sur la carrière | Total sur la carrière | 77          | 5           | 4                     | 1                     | 81    | 6     |

## Palmarès

### En club
AJ Auxerre
- Champion de France de Ligue 2 : 2023–24 [18],[19],[20]